# Steve Austria
Stephen "Steve" Austria, född 12 oktober 1958 i Cincinnati, Ohio, är en amerikansk republikansk politiker. Han representerade delstaten Ohios sjunde distrikt i USA:s representanthus 2009–2013.
Austria gick i skola i Carroll High School i Riverside, Ohio. Han utexaminerades 1982 från Marquette University och var sedan verksam inom finansbranschen.
Kongressledamoten Dave Hobson ställde inte upp till omval i kongressvalet 2008. Austria besegrade demokraten Sharen Neuhardt i valet med 58,7% av rösterna mot 41,3% för Neuhardt.
Han är gift med Eileen och har tre barn.